# Tung Shan
Ne doit pas être confondu avec Tai Tung Shan sur l'île de Lantau.
Tung Shan (chinois traditionnel : 東山) est une montagne de Hong Kong située entre Tate's Cairn et le pic Kowloon, à Kowloon. Son sommet culmine à 544 mètres d'altitude.